# Vittring
För andra betydelser, se Vittring (olika betydelser).
Vittring är inom geologi en exogen kraft, som mekaniskt och kemiskt bryter ner bergarter till mindre partiklar som sten, grus, sand, lera eller joner. Erosion kan sedan föra bort materialet.
Man brukar skilja på alla former av vittring men bara exogena krafter, mekanisk vittring och kemisk vittring. Magmatiska bergarter som bildas vid låga temperaturer är vanligen vittringsbeständiga, medan de som bildas vid höga temperaturer är mer känsliga. Hos sedimentära och metamorfa bergarter beror vittringskänsligheten mycket på vad bergarten bildats av. Detta har störst kraft på hösten och våren.

## Mekanisk vittring

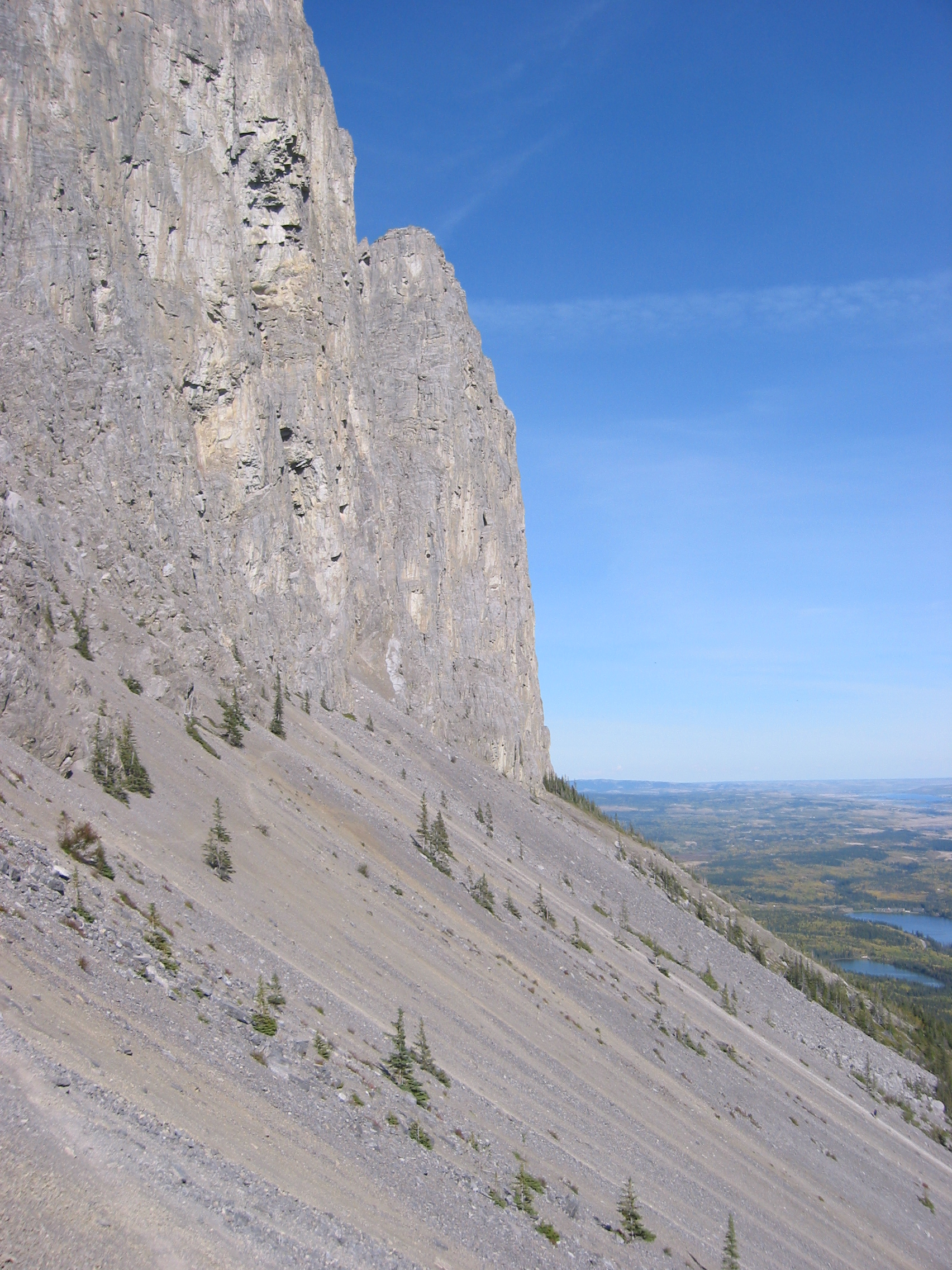
En taluskon vid foten av Mount Yamnuska, Alberta.

Mekanisk vittring är en form av vittring där en bergart bryts ned i mindre delar av yttre mekaniska krafter. Mekanisk vittring förändrar därför inte den kemiska sammansättningen hos bergartens mineral, det finns flera typer av mekanisk vittring där frostsprängning, termisk expansion, abrasion och biologisk aktivitet kommer att beskrivas mer ingående nedan.

### Frostsprängning
Frostsprängning eller frostvittring är benämningen på den vittring som sker när vatten i bergets sprickor fryser. Vatten expanderar ungefär nio procent vid frysning och denna expansion ger ett uttryck på sprickans sidor som kan vidga den, när vattnet i sprickan tinar är sprickan större, och vid nästa frostcykel kan den åter vattenfyllas och vidgas mer. Efter ett antal frostcykler kan delar av berget brytas loss helt. Detta är en av dessa yttre krafter. När en bergssida under lång tid utsatts för frostsprängningar bildas en taluskon vid bergssidans fot. En talus är en slänt av vittrat material som brutits loss och fallit ned, de partiklar som brutits loss kan variera kraftigt i storlek, från små korn till stora block. Ju större partiklarna är desto längre ned längs slänten rullar de, därför återfinns grövre material i talusens botten, medan finare material finns längre upp.

### Termisk expansion
Berg som värms upp expanderar, och krymper sedan ihop igen när det avkyls. I områden med stora temperaturvariationer under dygnet, såsom öknar bildas spänningar i bergets yttre lager, som kan få lager att spricka av berget. Vittringseffekten från termisk expansion förstärks om det samtidigt förekommer fukt i sprickorna. Termisk expansion kan även benämnas som temperaturvittring, eller solsprängning.

### Tryckavlastning

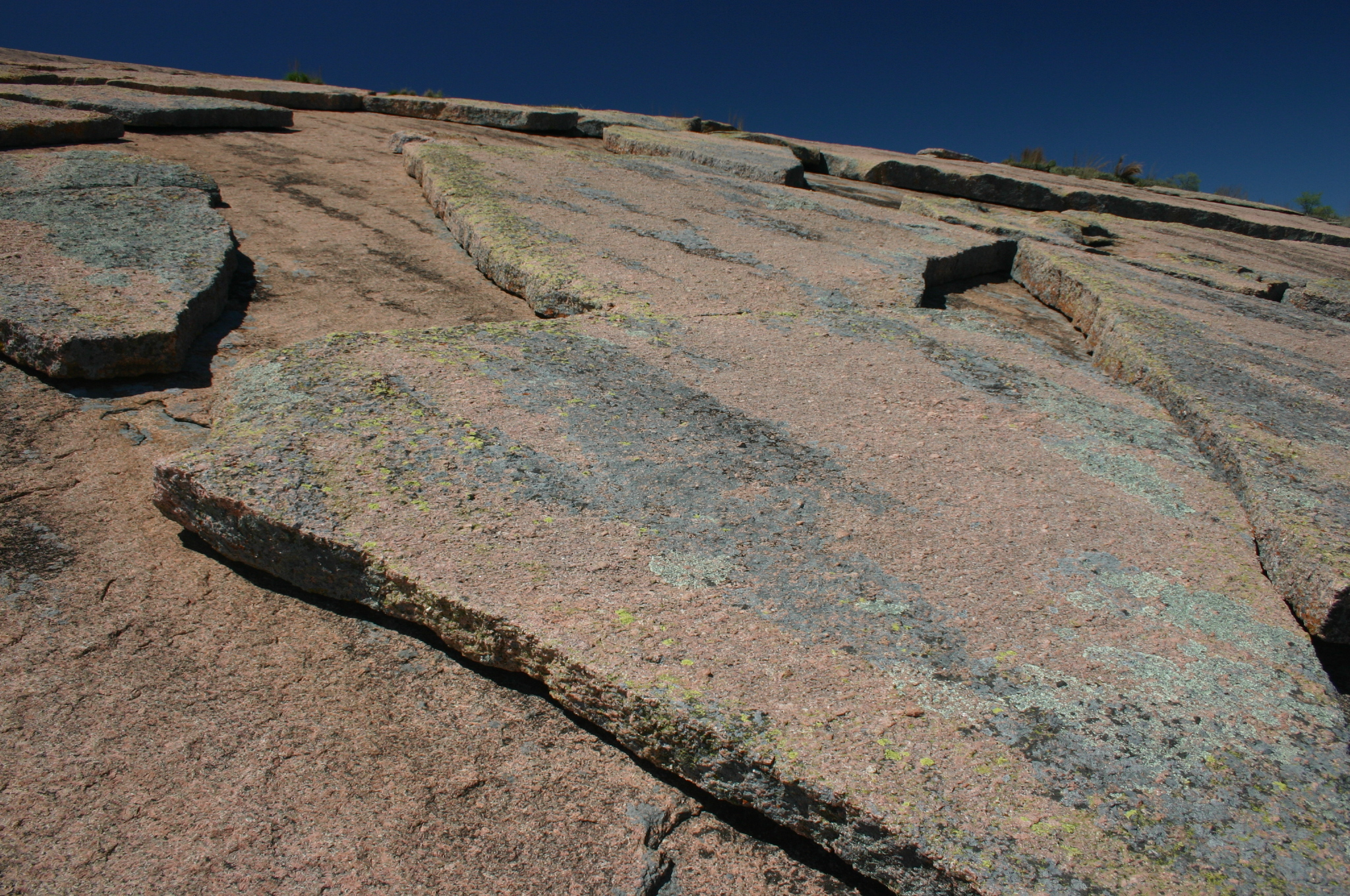
Tryckavlastning av granit.

Tryckavlastning innebär att material (berg, jord eller is) försvinner, vilket leder till att trycket på det underliggande berget minskar. Denna avlastning får berget att spricka parallellt med ytan. Tryckavlastning är vanligast hos bergarter bildade under stort tryck, eller när glaciärer retirerar. Intrusiva magmatiska bergarter, som granit, bildas under högt tryck och kan forma plutoner med en högre motståndskraft mot vittring än den bergart den formats i. När dessa eroderar fram kan avlastningssprickorna bli omfattande.

### Abrasion

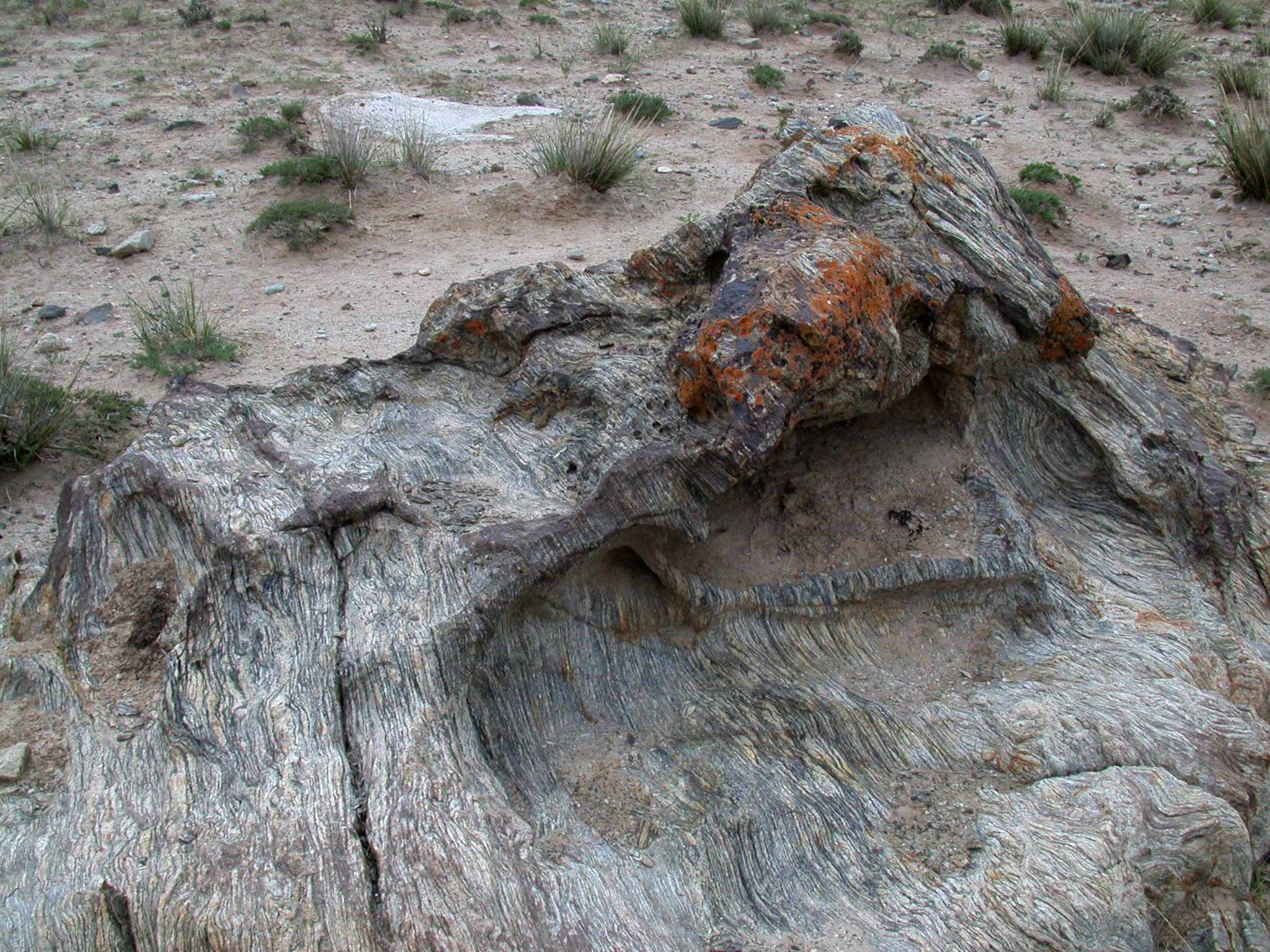
Ett block av gnejs som eroderats av vinden, Kina

Abrasion kallas den process där en yta utsätts för vind, rinnande vatten eller glaciärer, vilket i sin väg kan föra bort vittratt material. Abrasion genom vindpåverkan kan liknas vid blästring. Partiklar i strömmande vatten slipar en yta och glaciärer som drar fram över en yta spräcker och slipar den. Vanligen är ytor som vittrats genom abrasion mjuka i formen.

### Biologisk aktivitet
Vittring kan även ske genom biologisk aktivitet: Exempelvis kan rötterna hos växter leta sig ned i sprickor, och vidga dem, en process som kan jämföras och samverka med, frostsprängning ovan. Levande, och förmultnande växter kan också avge syror, som angriper mineral. Detta klassificeras som kemisk vittring, som beskrivs nedan.

## Kemisk vittring

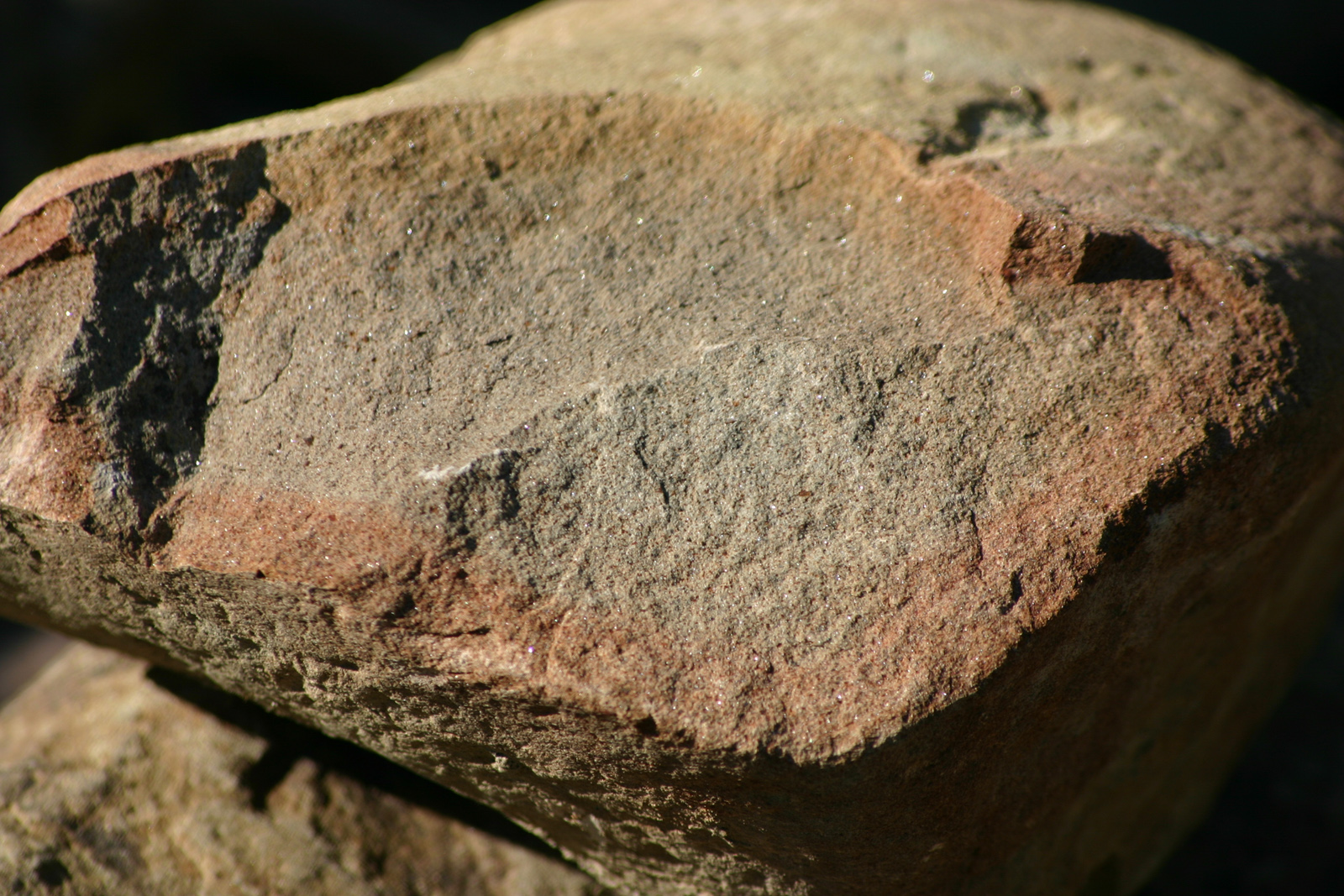
Ett färskt brott i denna sandsten visar hur kemiska vittringprocesser arbetar sig inåt i stenen.

Vid kemisk vittring bryts en bergart ned genom kemiska reaktioner, främst genom att den utsätts för mer eller mindre aggressiva processer av luft och vatten.

### Upplösning

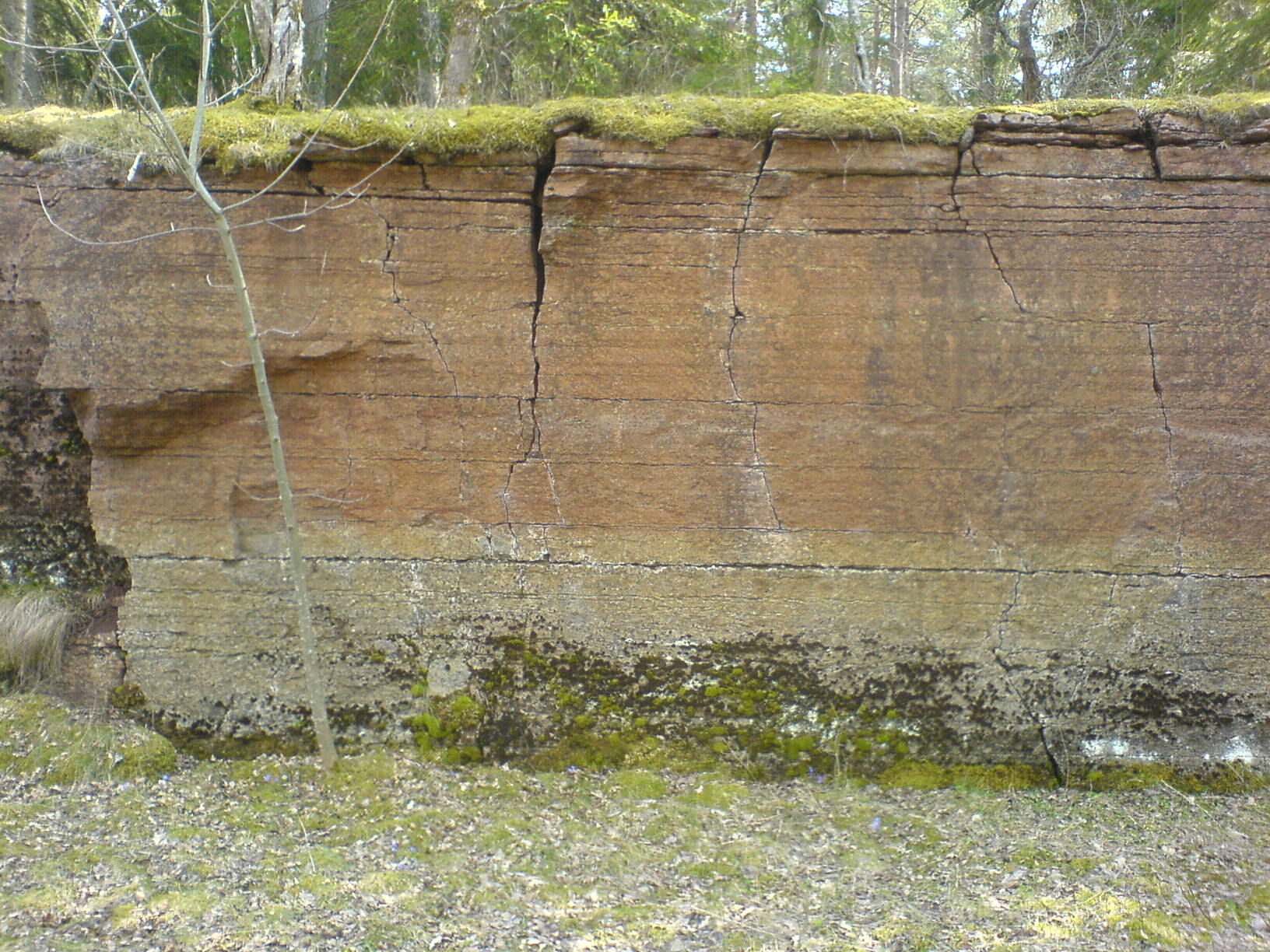
Kemisk vittring i kalksten, övre delen av profilen är början till ett karstsystem

Vattenmolekyler är dipoler, vilket innebär att syresidan har en svag negativ laddning, medan vätesidan har en svag positiv laddning. Denna egenskap gör att rent vatten kan lösa upp en halit, som är koksalt i mineralform. De flesta andra mineral kan emellertid ses som olösliga av rent vatten. Men när vattnet innehåller syra, till exempel kolsyra som bildas när vatten kommer i kontakt med luft, eller svavelsyra i surt regn, kan det bryta ned de allra flesta mineral. Mineralen i magmatiska bergarter som kristalliserar vid hög temperatur, olivin och pyroxen är känsliga, medan kvarts som bildats vid lägre temperaturer är mer beständigt. Kalksten, som huvudsakligen består av mineralet kalcit, kalciumkarbonat (CaCOз) är mycket känsligt för vittring med surt vatten, och reagerar enligt följande:
CaCO3 + (H+ + HCO3-) {\displaystyle \rightarrow }  Ca2+ + 2HCO3-
Kalciumkarbonat + kolsyra {\displaystyle \rightarrow } Kalciumjon + Vätekarbonat
När sprickor i kalksten vidgas genom upplösning kan omfattande karstsystem bildas.

### Oxidation
Oxidation i vittringssammanhang är en process där syre upptar elektroner från andra atomer, vanligen järn eller sulfider.  Oxidation är en viktig vittringsprocess för mineral med högt innehåll av järn och svavel, till exempel olivin, pyroxen, hornblände, pyrit, magnetkis, kopparkis eller blyglans.

### Hydrolys
Silikater, den vanligaste mineralgruppen, bryts i huvudsak ned av hydrolys, som är en reaktion med vätejoner i vatten.  Vätejonerna reagerar med, och ersätter andra positiva joner i mineralet. Hydrolys kan ske i rent vatten, eftersom detta innehåller små koncentrationer av vätejoner. Surt vatten innehåller mer högre koncentrationer av vätejoner, och ger därför en kraftigare hydrolys. Kalifältspat, ett vanligt mineral som bland annat ingår i höga halter i granit reagerar enligt följande i hydrolys:
2KAlSi3O8 + 2(H+ + HCO3-  ) + H2O  {\displaystyle \rightarrow }  Al2Si2O5(OH)4 + 2K+ + 2HCO3- + 4SiO2
Kalifältspat + kolsyra + Vatten {\displaystyle \rightarrow } Kaolinit + Kalium + Vätekarbonat + Kiseldioxid
Den huvudsakliga vittringsprodukten är alltså lermineralet kaolinit.